# HAT-P-1 b
HAT-P-1 b – planeta pozasłoneczna orbitująca wokół jednego ze składników gwiazdy podwójnej, ADS 16402 B, znajdującej się około 450 lat świetlnych od Ziemi w gwiazdozbiorze Jaszczurki. Jej odkrycie ogłoszono we wrześniu 2006. W momencie odkrycia była największą i najmniej gęstą spośród planet o znanej średnicy (odkryta niedługo później TrES-4 okazała się zarówno większa, jak i jeszcze mniej gęsta). Gęstość HAT-P-1 b jest prawie cztery razy mniejsza od gęstości wody. Jej średnica została wyznaczona na 1,32 średnicy Jowisza, a masa to trochę więcej niż połowa jego masy. Planeta nie posiada skalnego jądra.
Jej gęstość sugeruje, że należy do klasy gazowych olbrzymów. Składa się głównie z wodoru i helu. W jej atmosferze wykryto także cząsteczki wody i sodu.
HAT-P-1 b znajduje się około 0,056 j.a. od ADS 16402 B, a jej rok wynosi 4,5 dni.
Mimo że HAT-P-1 b należy do największych znanych planet, istnieje wiele innych gazowych olbrzymów, których masa jest wielokrotnie większa. Dla większości z nich, ze względu na skąpe dane obserwacyjne i trudności techniczne, średnica nie została wyznaczona. HAT-P-1 b jest natomiast niewątpliwie planetą o unikatowych cechach. Jej znikoma gęstość, której nie wyjaśnia rozdmuchiwanie atmosfery gorącego jowisza przez wiatr słoneczny gwiazdy, wokół której krąży, stoi w sprzeczności ze wszystkimi znanymi obecnie teoriami na temat powstawania planet.

## Odkrycie
HAT-P-1 b została odkryta w ramach programu HATNet używającego teleskopów w znajdujących się w Arizonie i na Hawajach. Odkrycie nowej planety ogłoszono oficjalnie 14 września 2006. Nowo odkryta planeta została zauważona, gdyż w czasie tranzytu zasłania nieco gwiazdę, którą okrąża, przez co zmienia się nieco obserwowana jasność tej gwiazdy. W momencie zasłonięcia gwiazdy ADS 16402 B przez HAT-P-1 b, jej jasność obserwowana z Ziemi spada o 0,6%.

## Orbita i masa
HAT-P-1 b znajduje się zaledwie 8,3 miliona kilometrów od ADS 16402 B i należy do kategorii gorących jowiszy. Obecnie nie ma jeszcze wystarczających danych, aby wyliczyć mimośród orbity, ale planeta znajduje się tak blisko swego słońca, że jeżeli w tym systemie nie ma innych obiektów o znacznej masie, jej orbita jest zapewne bardzo zbliżona do kołowej. Okres orbitalny (miejscowy rok) HAT-P-1 b wynosi zaledwie 4,5 dnia.
Masa planety została wyliczona na podstawie zmian w prędkości radialnej ADS 16402 B, co z kolei zostało wyliczone na podstawie obserwacji przesunięcia dopplerowskiego w widmie gwiazdy. Połączenie tych informacji ze znaną inklinacją planety pozwoliło na wyliczenie jej masy wynoszącej ok. połowę masy Jowisza oraz gęstości – ok. 282 kg/m³.

## Charakterystyka
Biorąc pod uwagę znaczne rozmiary i stosunkowo niską masę, HAT-P-1 b jest najprawdopodobniej gazowym olbrzymem składającym się głównie z wodoru i helu i nie ma dobrze zdefiniowanej powierzchni. Według obecnych teorii uważa się, że takie planety powstały najprawdopodobniej na obrzeżach układów planetarnych i pod wpływem procesu migracji planetarnej mogły przesunąć się bliżej swojego słońca.
Rozmiary HAT-P-1 b w porównaniu do jej masy są znacznie większe niż przewidują to wszystkie obecne teorie na temat powstawania planet. Nie jest wykluczone, że wewnątrz planety znajduje się jakieś źródło ciepła. Według jednej z hipotez może być to powodowane przez siły pływowe wynikające z wysokiej ekscentryczności orbity, niemniej wartość ta nie jest jeszcze znana, a inna podobnie „rozdęta” planeta HD 209458 b porusza się po orbicie kołowej.
Innym hipotetycznym wytłumaczeniem jest bardzo duże nachylenie osi planety w stosunku do płaszczyzny orbity, jak dla Urana w naszym systemie planetarnym.